# Coreocarpus
Coreocarpus é um género botânico pertencente à família Asteraceae.